# ريتشارد غان
ريتشارد غان (بالإنجليزية: Richard Gunn) (16 فبراير 1871 – 23 يونيو 1961) هو ملاكم من المملكة المتحدة راحل، مثّل بلاده في الألعاب الأولمبية الصيفية 1908.

## روابط خارجية
ريتشارد غان على موقع اللجنة الأولمبية الدولية (الإنجليزية)
- ريتشارد غان على موقع أوليمبيديا (الإنجليزية)